# Scutellareina
La scutellareina è un flavone presente nella Scutellaria lateriflora.